# Lákis Petrópoulos
Vassílis « Lákis » Petrópoulos (en grec : Βασίλειος «Λάκης» Πετρόπουλος), né le 29 août 1932 à Athènes et décédé le 30 juin 1996, est un ancien joueur international de football puis entraîneur grec.

## Carrière
Il joue durant toute sa carrière pour le Panathinaïkos, un des trois grands clubs grecs historiques. Il porte également trois fois le maillot de l'équipe nationale grecque durant les années 1950. Par la suite, il devient entraîneur, exerçant dans différents clubs grecs, ainsi qu'au Cercle de Bruges, en Belgique, pendant quelques mois. C'est sa seule expérience à l'étranger, qui tourne court à la suite des mauvais résultats de l'équipe et des problèmes de communication avec ses joueurs.
En Grèce, il remporte cinq fois le championnat et quatre fois la Coupe avec les deux principaux clubs du pays, le Panathinaïkos et l'Olympiakos.
Lákis Petrópoulos est également sélectionneur national à trois reprises. Il prend sa retraite définitive en 1985.

## Palmarès

### Entraîneur
- 2 fois champion de Grèce avec le Panathinaïkos en 1969 et 1970.
- 3 fois champion de Grèce avec l'Olympiakos en 1973, 1974 et 1975.
- 2 fois vainqueur de la Coupe de Grèce avec le Panathinaïkos en 1969 et en 1982.
- 2 fois vainqueur de la Coupe de Grèce avec l'Olympiakos en 1973 et en 1975.